# Toralles
Toralles es una entidad de población española del municipio de Montagut i Oix, perteneciente a la provincia de Gerona, en la comunidad autónoma de Cataluña.

## Toponimia
El nombre del lugar puede encontrarse referido con las grafías Torallas y Toralles.

## Historia
A mediados del siglo XIX el lugar, por entonces perteneciente a Montagut, tenía contabilizada una población de 25 habitantes. Aparece descrito en el decimoquinto volumen del Diccionario geográfico-estadístico-histórico de España y sus posesiones de Ultramar de Pascual Madoz de la siguiente manera:

TORALLAS: ald. en la prov. y dioć. de Gerona, part. jud. de Olot, aud. terr. y c. g. de Barceloba, ayunt. de Montagut. Tiene una capilla pública dependiente de la parr. de Montagut. prod.: trigo, maiz, legumbres, vino y aceite. pobl.: 4 vec., 25 alm. cap. prod.: 709,600 rs. imp.: 17,740.
(Madoz, 1849, p. 22)

En la actualidad pertenece al municipio de Montagut i Oix. En 2022 la entidad singular de población tenía empadronados 3 habitantes.